# José Tola
José Tola de Habich (Lima, 31 de marzo de 1943-Lima, 5 de septiembre de 2019) fue un artista plástico peruano.

## Biografía
Nació en Lima, es hijo de Fernando Tola Mendoza y Marta de Habich Trefogli, nieta del Arquitecto suizo Michele Trefogli.
Vivió sus primeros años en Los Ángeles (Chaclacayo) cerca de Lima, estudiando en los colegios Winnetka, Santa Rosa y en la Normal de La Cantuta. Luego se traslada a San Isidro para estudiar en los colegios Pestalozzi, Ricardo Palma y San Pablo.

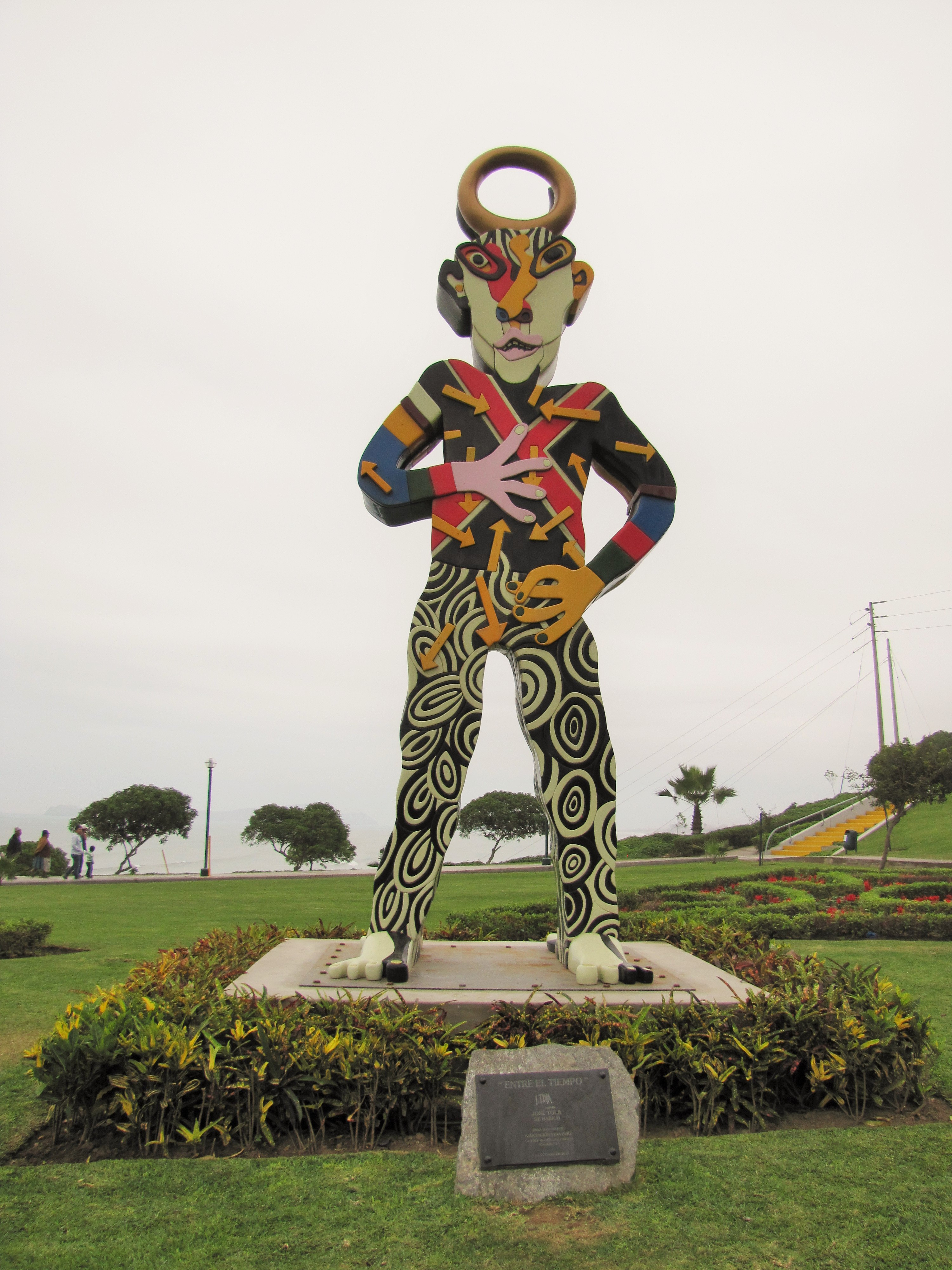
Entre el tiempo. Obra de Tola.

Sigue estudios en la Escuela Nacional de Bellas Artes en Lima, luego viaja a España para continuar estudios en la Real Academia de Bellas Artes de San Fernando, en Madrid.
Participó con su trabajo en una muestra colectiva donde dieciséis artistas peruanos (entre ellos Eduardo Tokeshi, Luz Letts y Maricruz Arribas) intervinieron al cuchimilco, mascota de los Juegos Panamericanos y Panparanamericanos Lima 2019. Fallece víctima de cáncer a la edad de 76 años.

## Exposiciones
- 1980 Galería Nueve. La “promesa inexistente”
- 1985 Galería Nueve
- 1992 Galería Camino Brent.
- 1994 C.C. Municipalidad de Miraflores

## Premios y reconocimientos
- 1998 Bienal Tecnoquímica, Lima (Perú)
- 1986 Premio de Pintura Segunda Bienal de La Habana (Cuba)
- 1969 Primer Premio de Pintura Tercer salón de Artes Plásticas San Isidro (Perú).[4]